# Szpaki Stare (gromada)
Szpaki Stare – dawna gromada, czyli najmniejsza jednostka podziału terytorialnego Polskiej Rzeczypospolitej Ludowej w latach 1954–1972.
Gromady, z gromadzkimi radami narodowymi (GRN) jako organami władzy najniższego stopnia na wsi, funkcjonowały od reformy reorganizującej administrację wiejską przeprowadzonej jesienią 1954 do momentu ich zniesienia z dniem 1 stycznia 1973, tym samym wypierając organizację gminną w latach 1954–1972.
Gromadę Szpaki Stare z siedzibą GRN w Szpakach Starych (w obecnym brzmieniu Stare Szpaki) utworzono – jako jedną z 8759 gromad – w powiecie siedleckim w woj. warszawskim, na mocy uchwały nr VI/10/18/54 WRN w Warszawie z dnia 5 października 1954. W skład jednostki weszły obszary dotychczasowych gromad Chłopków kolonia, Szpaki kolonia, Szpaki Nowe i Szpaki Stare ze zniesionej gminy Górki w tymże powiecie. Dla gromady ustalono 13 członków gromadzkiej rady narodowej.
1 stycznia 1956 gromada weszła w skład nowo utworzonego powiatu łosickiego w tymże województwie.
Gromadę zniesiono 31 grudnia 1959, a jej obszar włączono do gromady Górki w tymże powiecie.